# (3660) Лазарев
(3660) Лазарев (лат. Lazarev) — типичный астероид главного пояса, открыт 31 августа 1978 года советским астрономом Николаем Черных в Крымской астрофизической обсерватории и 25 сентября 1988 года назван в честь русского флотоводца и мореплавателя Михаила Лазарева.

## Обнаружение и именование
(3660) Лазарев
Открыт 31 августа 1978 года в Научном Н. С. Черных.
Назван в память о русском адмирале Михаиле Петровиче Лазареве (1797—1851), участнике первой российской антарктической экспедиции и командире корабля "Мирный".
Оригинальный текст (англ.)3660 Lazarev
Discovered 1978-08-31 by Chernykh, N. at Nauchnyj.
Named in memory of the Russian admiral Mikhail Petrovich Lazarev (1797—1851), a participant in the first Russian Antarctic expedition and commander of the ship Mirnyj.
Источники: DISCOVERY.DB; M.P.C. 13608.

## Орбита

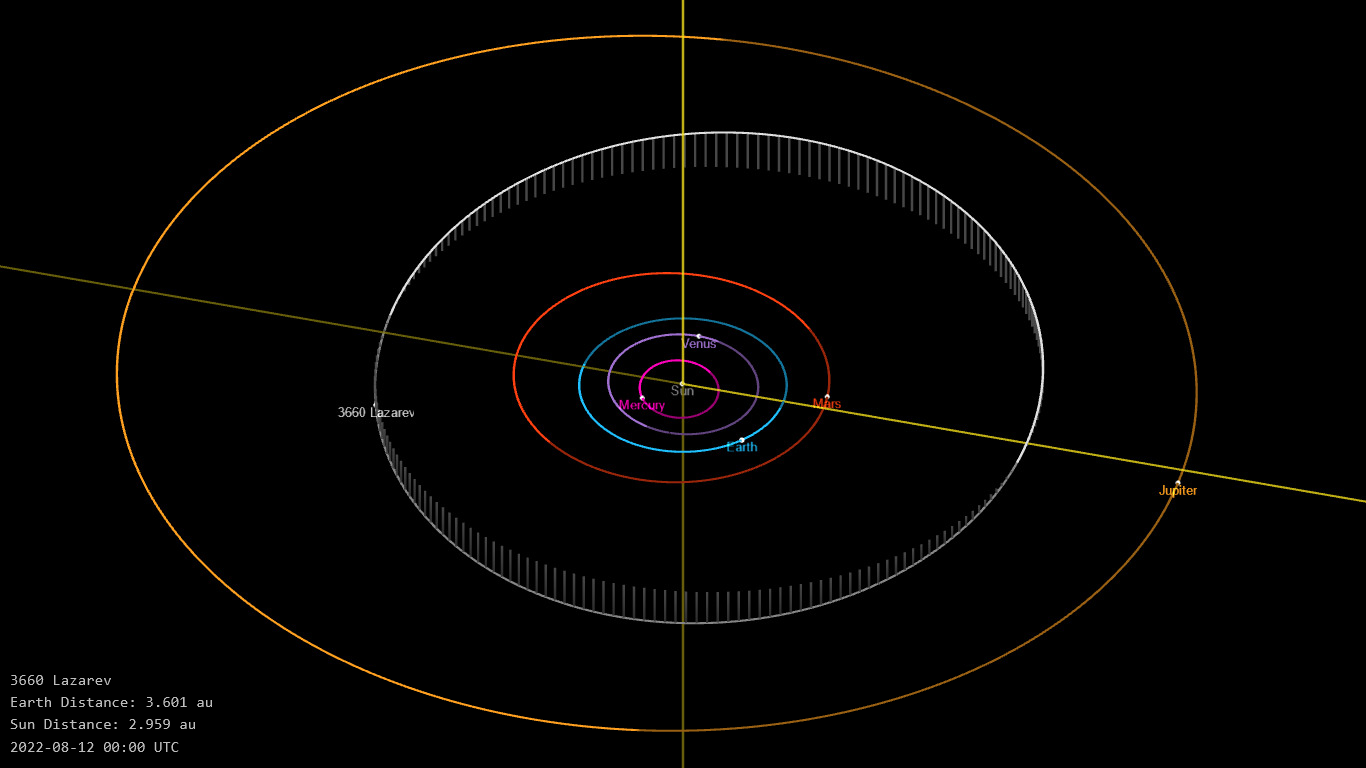
Орбита астероида Лазарев и его положение в Солнечной системе

## Физические характеристики
Астероид относится к таксономическому классу C.
По результатам наблюдений в инфракрасном диапазоне орбитальной обсерватории IRAS и спутника Akari и наблюдений в видимом и ближнем инфракрасном диапазоне космического телескопа NEOWISE диаметр астероида сначала оценивался равным 26,75±2,1 км, позже — 25,830±0,156 км, 28,90±1,34 км и 25,75±8,99 км. Согласно тем же источникам альбедо оценивается как 0,062±0,011, 0,0607±0,0072, 0,056±0,006, 0,05±0,03 и 0,061±0,007.